# 976
سنة 976 م كانت سنة كبيسة تبدأ يوم السبت (الرابط يظهر نموذج التقويم الكامل للسنة) من التقويم اليولياني.

## وفيات
- الحكم الثاني
- ركن الدولة البويهي
- علي بن محمد الإيادي - شاعر مغربي.